# Арнольдс-Коув
Арнольдс-Коув (англ. Arnold's Cove) — містечко в Канаді, у провінції Ньюфаундленд і Лабрадор.

## Населення
За даними перепису 2016 року, містечко нараховувало 949 осіб, показавши скорочення на 4,1%, порівняно з 2011-м роком. Середня густина населення становила 198,2 осіб/км².
З офіційних мов обидвома одночасно володіли 10 жителів, тільки англійською — 910. Усього 5 осіб вважали рідною мовою не одну з офіційних.
Працездатне населення становило 66,7% усього населення, рівень безробіття — 25% (28,1% серед чоловіків та 21,7% серед жінок). 93,3% осіб були найманими працівниками, а 3,8% — самозайнятими.
Середній дохід на особу становив $44 638 (медіана $32 469), при цьому для чоловіків — $55 487, а для жінок $32 761 (медіани — $43 200 та $23 936 відповідно).
25,6% мешканців мали закінчену шкільну освіту, не мали закінченої шкільної освіти — 30,8%, 43,6% мали післяшкільну освіту, з яких 13,2% мали диплом бакалавра, або вищий.
| Статево-вікова структура населення | Статево-вікова структура населення | Статево-вікова структура населення | Статево-вікова структура населення | Статево-вікова структура населення |
| ---------------------------------- | ---------------------------------- | ---------------------------------- | ---------------------------------- | ---------------------------------- |
|                                    |                                    |                                    |                                    |                                    |
| Всього                             | Всього                             | 50,3%49,7%                         |                                    |                                    |
| 0 — 14 років                       | 0 — 14 років                       |                                    | 12,2%                              | 12,2%                              |
| 15 — 64 років                      | 15 — 64 років                      |                                    | 62,4%                              | 62,4%                              |
| 65 і більше                        | 65 і більше                        |                                    | 25,4%                              | 25,4%                              |
| 85 і більше                        | 85 і більше                        |                                    | 2,1%                               | 2,1%                               |
| Середній вік (років)               | Середній вік (років)               | 46,648,6                           | 47,6                               | 47,6                               |
| Медіана (років)                    | Медіана (років)                    | 50,951,8                           | 51,3                               | 51,3                               |
| — чоловіки — жінки                 |                                    |                                    |                                    |                                    |

| Походження мешканців:     | Походження мешканців:     | Походження мешканців: | Походження мешканців: | Походження мешканців: |
| ------------------------- | ------------------------- | --------------------- | --------------------- | --------------------- |
| Походження                |                           |                       | осіб                  | %                     |
| Корінні американці        | Корінні американці        |                       | 50                    | 5.46%                 |
| Інше північноамериканське | Інше північноамериканське |                       | 565                   | 61.75%                |
| Європейське               | Європейське               |                       | 410                   | 44.81%                |
| британське                | британське                |                       | 400                   | 43.72%                |
| французьке                | французьке                |                       | 20                    | 2.19%                 |

| Зайнятість населення за галузями (за класифікацією NOC): | Зайнятість населення за галузями (за класифікацією NOC): | Зайнятість населення за галузями (за класифікацією NOC): | Зайнятість населення за галузями (за класифікацією NOC): | Зайнятість населення за галузями (за класифікацією NOC): |
| -------------------------------------------------------- | -------------------------------------------------------- | -------------------------------------------------------- | -------------------------------------------------------- | -------------------------------------------------------- |
|                                                          |                                                          |                                                          |                                                          |                                                          |
| Управління                                               | Управління                                               |                                                          | 8,9%                                                     | 8,9%                                                     |
| Бізнес, фінанси та адміністрування                       | Бізнес, фінанси та адміністрування                       |                                                          | 10,9%                                                    | 10,9%                                                    |
| Природничі та прикладні науки                            | Природничі та прикладні науки                            |                                                          | 8,9%                                                     | 8,9%                                                     |
| Охорона здоров'я                                         | Охорона здоров'я                                         |                                                          | 2%                                                       | 2%                                                       |
| Освіта, правозахист, муніципальні та урядові служби      | Освіта, правозахист, муніципальні та урядові служби      |                                                          | 8,9%                                                     | 8,9%                                                     |
| Мистецтво, культура, відпочинок та спорт                 | Мистецтво, культура, відпочинок та спорт                 |                                                          | 2%                                                       | 2%                                                       |
| Роздрібна торгівля та послуги                            | Роздрібна торгівля та послуги                            |                                                          | 11,9%                                                    | 11,9%                                                    |
| Гуртова торгівля, транспорт та обладнання                | Гуртова торгівля, транспорт та обладнання                |                                                          | 20,8%                                                    | 20,8%                                                    |
| Природні ресурси, сільське господарство                  | Природні ресурси, сільське господарство                  |                                                          | 7,9%                                                     | 7,9%                                                     |
| Виробництво                                              | Виробництво                                              |                                                          | 15,8%                                                    | 15,8%                                                    |

## Клімат
Середня річна температура становить 5°C, середня максимальна – 19°C, а середня мінімальна – -9,6°C. Середня річна кількість опадів – 1 353 мм.
| Клімат поселення                              | Клімат поселення | Клімат поселення | Клімат поселення | Клімат поселення | Клімат поселення | Клімат поселення | Клімат поселення | Клімат поселення | Клімат поселення | Клімат поселення | Клімат поселення | Клімат поселення | Клімат поселення |
| Показник                                      | Січ.             | Лют.             | Бер.             | Квіт.            | Трав.            | Черв.            | Лип.             | Серп.            | Вер.             | Жовт.            | Лист.            | Груд.            |                  |
| Середній максимум, °C                         | 0,39             | −0,17            | 2,55             | 6,83             | 10,81            | 14,88            | 18,12            | 19,01            | 15,58            | 10,89            | 6,52             | 2,10             |                  |
| Середня температура, °C                       | −4,3             | −4,87            | −2,15            | 2,15             | 6,12             | 10,18            | 14,96            | 15,83            | 12,43            | 7,74             | 3,34             | −1,08            |                  |
| Середній мінімум, °C                          | −9               | −9,55            | −6,83            | −2,57            | 1,42             | 5,49             | 11,79            | 12,68            | 9,25             | 4,57             | 0,18             | −4,23            |                  |
| Норма опадів, мм                              | 124              | 115              | 107              | 100              | 93               | 132              | 98               | 100              | 120              | 130              | 125              | 109              |                  |
| Середньомісячна швидкість вітру, м/с          | 7.34             | 6.86             | 6.53             | 5.97             | 5.33             | 5.07             | 4.89             | 4.97             | 5.47             | 6.13             | 6.72             | 7.21             |                  |
| Середньомісячна сонячна радіація, кДж/м²·день | 3937             | 6816             | 10684            | 14073            | 17172            | 19059            | 18824            | 15924            | 11998            | 7192             | 4120             | 3058             |                  |
| --------------------------------------------- | ---------------- | ---------------- | ---------------- | ---------------- | ---------------- | ---------------- | ---------------- | ---------------- | ---------------- | ---------------- | ---------------- | ---------------- | ---------------- |
| Джерело:                                      |                  |                  |                  |                  |                  |                  |                  |                  |                  |                  |                  |                  |                  |